# Ha (kana)
A hiragana は, katakana ハ, Hepburn-átírással: ha, magyaros átírással: ha japán kana. A hiragana a 波 kandzsiból származik, a katakana pedig a 八. A godzsúonban (a kanák sorrendje, kb. „ábécérend”) a 26. helyen áll. A は Unicode kódja U+306F, a ハ kódja U+30CF. Nyelvtani partikulaként is használatos, ebben az esetben a kiejtése [wa].
|               | Hepburn és magyaros | Hiragana (Unicode) | Katakana    |
| ------------- | ------------------- | ------------------ | ----------- |
| Alapalak      | ha                  | は (U+306F)        | ハ (U+30CF) |
| Dakutennel    | ba                  | ば (U+3070)        | バ (U+30D0) |
| Handakutennel | pa                  | ぱ (U+3071)        | パ (U+30D1) |

## Vonássorrend
|  |  |
|  |  |